# اسحاق مردخای
اسحاق مُردخای، (در عبری: יצחק מרדכי) وزیر دفاع سابق و عضو سابق کابینه دوازده نفره اسرائیل از سال ۱۹۹۶ تا ۱۹۹۹ بود. وی متولد سال ۱۹۴۴ در کردستان عراق است که در زمان تشکیل کشور اسرائیل به همراه پدر و دیگر اعضای خانواده به این کشور مهاجرت کرد.